# A gyilkos (film, 2023)
A gyilkos (eredeti cím: The Killer) 2023-ban bemutatott amerikai akció–filmthriller David Fincher rendezésében, Alexis Nolent The Killer című képregénye alapján. A főszerepben Michael Fassbender látható.
Amerikában 2023. október 27-én a mozikban, míg Magyarországon 2023. november 10-én mutatták be a Netflixen.

## Cselekmény
Egy profi bérgyilkos egy párizsi szállodai szobát vesz célba. Felkészül arra, hogy mesterlövészpuskával végezzen célpontjával, aki egy meg nem határozott időpontban bejelentkezik a szállodai szobába. Amíg a célpontra várakozik, eszik, jógázik, The Smiths-t hallgat, és telefonon beszél a kezelőjével, egy ügyvéddel és egykori egyetemi jogászprofesszorával, Edward "Eddie" Hodges-szal. A célpont egy domina társaságában érkezik, a gyilkos pedig elvéti a célpontot, és véletlenül lelövi a domina hölgyet. Egy e-robogón menekül, elkerüli a rendőrséget, és megszabadul a puskájától és felszerelésétől. Ezután hamis személyazonossággal az Egyesült Államokba repül.
A gyilkos visszatér otthonába és rejtekhelyére a Dominikai Köztársaságban, ahol látja, hogy betörtek hozzá, és barátnőjét, Magdalát megtámadták. A lány egy kórház intenzív osztályán fekszik, a bátyja vigyáz rá. Elmondja, hogy Magdalát két bérgyilkos vallatta és kínozta, de egyiküket sikerült megsebesítenie és elmenekülnie. A gyilkos felkutatja a taxisofőrt, Leót, aki a gyilkos házához vitte a merénylőket. Leo azonosítja az egyik bérgyilkost, egy erős, sérült lábú férfit; "A brutális", és egy nőt, aki "Q-Tipre hasonlított". A Gyilkos megöli Leót, és megszegi a "Csak azt a csatát vívd meg, amiért fizetnek" szabályt, és a két bérgyilkos nyomára akar bukkanni.
A gyilkos New Orleansba utazik, ahol takarítónak álcázva magát bemegy Hodges irodájába. Miután Hodges titkárnőjét, Dolorest arra kényszeríti, hogy lefogja főnökét és saját magát, a gyilkos megsemmisíti a munkájukról készült feljegyzéseket. Amikor Hodges megpróbálja távozásra bírni a gyilkost, ő egy szögbelövővel mellkason lövi, hogy kikínozza belőle a bérgyilkosok nevét. Hodges azonban nem árulja el a neveket, és gyorsabban meghal, mint ahogy a gyilkos számított rá. Dolores felajánlja a gyilkosnak, hogy megmutatja a bérgyilkosok kilétét az otthonában lévő papírmappákban, cserébe azt kéri, hogy a gyilkos gyanútlanul haljon meg, hogy a gyermekei életbiztosítási kifizetést igényelhessenek. Miután megkapta a neveket az otthonában, a gyilkos megszegi a szabályát, hogy nem mutat empátiát; eltöri a nyakát, és lelöki egy lépcsőn, balesetnek tüntetve fel az esést. Hodges holttestét később egy hajón tünteti el.
Ezután a gyilkos St. Petersburgba hajt, és a sántasága alapján azonosítja a „Vadállatot”. Miután elkábította a pitbullját, a gyilkos behatol a házába, hogy megölje, ám a gyilkos váratlanul rátámad és megtámadja. Összeverekednek, de felismeri a gyilkost. A gyilkos lelőtte, majd elmenekül az újraéledt kutya elől, és Molotov-koktéllal felgyújtja a házát.
A gyilkos Beaconbe utazik, és egy ínyenc étteremben szembeszáll a szakértő "Q-Tip" bérgyilkossal. A szakértő látszólag beletörődik a sorsába, de megkérdőjelezi a gyilkos motivációit a szakmája folytatására és kompetenciájának csökkentésére, miközben részt vesznek az "utolsó vacsoráján". Egy kinti parkban a Szakértő látszólag megbotlik a lépcsőn, és kéri a gyilkost, hogy segítsen neki. A gyilkos ehelyett megöli a nőt, és észreveszi, hogy egy rejtett kés van a kezében.
A gyilkos Chicagóba utazik, ahol az ügyfél, a milliárdos kockázati tőkés Henderson "Clay" Claybourne egy előkelő penthouse-ban lakik. A gyilkos Jefferson néven a Dominikai Köztársaságba utalja át minden pénzét, és megfigyeli Claybourne mindennapjait. A gyilkos ezután az interneten vásárolt eszközökkel lemásolja Claybourne kulcskártyáját, és bejut a penthouse-ba. A gyilkos fegyverrel a kezében szembesíti Claybourne-t a penthouse-ban, és megkérdezi tőle, miért rendelte el a megtorló merényletet. Claybourne azt állítja, hogy nincs személyes problémája vele, és mint a bérgyilkos első ügyfelének, beleegyezett, hogy fizessen Hodgesnak azért, hogy "a nyomokat eltüntesse". A gyilkos megkíméli Claybourne-t, bár "lassú halált" ígér neki, ha Claybourne valaha is eljön érte. Később a gyilkos visszatér a Dominikai Köztársaságba, és leül a lábadozó Magdala mellé.

## Szereplők
| Szerep                   | Színész            | Magyar hang            |
| ------------------------ | ------------------ | ---------------------- |
| A gyilkos                | Michael Fassbender | Széles Tamás           |
| A szakértő               | Tilda Swinton      | Kiss Eszter            |
| Edward Hodges, az ügyvéd | Charles Parnell    | Galambos Péter         |
| Claybourne, a megbízó    | Arliss Howard      | Rosta Sándor           |
| Dolores                  | Kerry O'Malley     | Kovács Nóra            |
| Magdala                  | Sophie Charlotte   | Kis-Kovács Luca        |
| Marcus                   | Emiliano Pernía    | Ágoston Péter          |
| Leo                      | Gabriel Polanco    | Szalay Csongor         |
| A kegyetlen              | Sala Baker         | Horváth-Töreki Gergely |

### Magyar változat
- Magyar szöveg: Blahut Viktor
- Hangmérnök és vágó: Schmidt Zoltán
- Gyártásvezető: Masoll Ildikó
- Szinkronrendező: Kemendi Balázs
- Produkciós vezető: Fekete Márk

A szinkront a Direct Dub Studios készítette el.

## A film készítése
2007 novemberében bejelentették, hogy David Fincher rendezi Matz The Killer című képregény adaptációját, a forgatókönyvet Allesandro Camon írja, a producer Brad Pitt Plan B Entertainmentje, a forgalmazó pedig a Paramount Pictures lesz. 2021 februárjára Fincher a Netflixhez vitte a projektet, ahol aláírt egy átfogó szerződést, a forgatókönyvet pedig  már Andrew Kevin Walker írta.

### Forgatás
A forgatás 2021 novemberében kezdődött Párizsban. 2021 decemberében a Dominikai Köztársaságban, valamint még abban a hónapban New Orleansban folytatódott. A film készítését 2022 februárjában Chicagoban folytatták tovább, majd 2022 márciusában tíz napra a St. Charlesba költöztek, a gyártás még abban a hónapban befejeződött.